# 张忠 (晋朝)
張忠（?—?），字巨和，中山（今河北定州市）人，晋朝道士、气功养生家。
張忠有好道之志，性情恬静寡欲，清虚服气，朝夕行导引之法，吃食灵芝丹石，修道长寿。西晋末年永嘉之乱，五胡乱华时，隐居在泰山，所居为丛岩幽谷，凿洞穴为窟室，设道坛于窟上，教授弟子。他以虚无自然为宗，平素寡言，教弟子只练不说，弟子授业观看他的形体而退，每天早晨朝拜师父。前秦天王苻坚统一了北方，招罗天下名士，苻坚仰慕张忠，也盛请张忠。不得已，张忠只好随使者到了长安。苻坚要他出山为官，张忠以年纪过大推辞：“昔因丧乱，避地泰山，与鸟兽为侣。尚父非敢比拟，愿还余齿归岱宗。”苻坚用车送他回泰山。途经华山，叹道：“我东岳道士，没于西岳，命也！”遂去世，道教说化为仙人而去，追谥“安道先生”。事见王隐《晋书》。

## 延伸阅读
[在维基数据编辑]
 《晉書·卷094》，出自房玄齡《晉書》